# Парменид
Парменид (грч. Παρμενίδης ὁ Ἐλεάτης), око 500. п. н. е., из Елеје у јужној Италији, грчки филозоф, вероватно је оснивач елејске школе. Претходником ове школе сматра се Ксенофан, за кога се сматра да је био Парменидов учитељ, али све и ако се нису лично познавали, Ксенофанова филозофија је извршила најочигледнији утицај на Парменида. Поред Парменида значајни представници елејске школе су Мелис и Зенон. У једној Парменидовој хексаметарској дидактичкој песми (О природи), од које је сачувано неколико група стихова, приказује свет једног јединственог, нествореног, непролазног Бића, које се сазнаје размишљањем, насупрот свету привида, који се ствара мишљењем људи.
Елејска школа, коју је Парменид основао, настојала је да обе ове области разјасни. Његови стихови су често тврди и неспретни, али Проемијум, са сликом вожње колима у царство светлости истине, пун је највише поезије.
У Парменидовом учењу о једном бићу се истиче и тврдња како кретање није могуће. Објашњење је следеће: да би се биће кретало, оно мора да пређе у простор на коме се претходно није налазило, а ово повлачи да јединствено биће не испуњава сав простор. Парменидови ученици су развили низ примера којима су покушали да докажу ове тврдње свог учитеља. Најпознатији је чувени пример о кретању од тачке А ка тачки Б: Ако се тело креће из тачке А ка тачки Б, оно ће прво да пређе половину пута. Затим ће да пређе половину половине пута, па половину те половине, и тако у бескрај.

## Животопис
Парменид је рођен и живео у Елеји, богатом трговачком граду на западној обали јужне Италије, основаном после 540. п. н. е. од стране Грка који су под притиском Персијанаца били напустили завичај у Малој Азији. Као године рођења наводе се 540. и 515, а предаја је једногласна у опису породице из које потиче као богате и угледне. Наводи се да је у млађим годинама био и политички активан, чак да је и написао устав грађанима Елеје.
Изванредно је цењен од старих филозофа. Платон га сматра великим и узвишеним.

## Учење
Данас се сматра да је Парменид оснивач Елејске школе. Хераклит је систематски разрадио елејско учење и сагледао битне филозофске проблеме у против-ставу између кретања и мировања, једног и мноштва, рационалног и осетилног, појавног и битног.
Парменид дели своје учење у два дела, који се зову „пут истине” и пут „мишљења”. Оно што он каже о путу истине гласи: Не можеш знати оно што не постоји – то је немогуће – нити га изрећи, јер је једна иста ствар она која се може замислити и она која може постојати. Према Парменидеу сматрати ништа за нешто истинито је пут заблуде, по коме лутају двоглави смртници који ништа не знају.
Бићу приписује јединство и непроменљивост. Постоји само битак, он је вечан, не постаје и не пропада, остајући истоветан, увек једнак самом себи. Биће или Једно јесте. Оно што настаје, настаје или из бића или из небића. Ако из бића онда то нешто већ јесте, а из небића ништа. Његова прва тврдња је да оно јесте тј. биће или стварност – односно постоји. Оно може бити предмет наших мисли. Биће никад није настало, оно напросто јесте. Биће је нестворено, непролазно, цело, непокретно, не може му се ништа додати. Биће је Једно и не може се делити, јер би се морало делити нечим различитим од себе. Биће је ограничено, јер се неограничено мења. Елејски битисање се не може делити, јер је његова целокупност свуда присутна. Битак је дакле, један недељив, он је непрекидна целина коју Парменид упоређује са правилном, потпуно округлом, савршеном лоптом. Нема мишљења чијем садржају не припада битак (постојеће). Временски је бесконачно, јер нема почетка, средине ни краја, али је просторно коначно, сферичног облика.
Ствар која се може мислити јесте: када мислите, мислите о нечему, када употребите име то мора да буде име нечега. Зато и мисао и језик захтевају објекте ван њих самих. А пошто можете мислити о неком објекту или говорити о њему у једном, а исто тако и у другом тренутку, све оно о чему се може мислити или говорити мора стално постојати у времену. Из тога следи да не може бити промене, јер се промена састоји из ствари које постају или престају да постоје. Ово је у филозофији први пример једног аргумента из домена мисли и језика примењеног на свет уопште. Он се, наравно, не може прихватити као ваљан, али вреди видети колики је елеменат истине који у себи садржи.
Очигледно је да, у већини случајева, ми не говоримо о речима, већ о оном што те речи значе. А то нас враћа на Парменидов аргумент да, ако се нека реч може користити са значењем, онда она мора да значи нешто, а не ништа, из чега произилази да оно што та реч значи мора у извесном смислу постојати. Парменид претпоставља да речи имају стално значење: то је у ствари основа његовог аргумента кога он сматра неоспораваним.
Парменид држи да, јер можемо овог часа знати оно што се обично сматра прошлошћу, то не може стварно бити прошлост, него мора да, у извесном смислу, постоји и у овом часу. Стога он закључује, да нема такве ствари као што је промена. Могло би се рећи да ми у извесном смислу немамо сазнање о прошлости. Када се нечег сетите, то сећање се догађа овог часа и није идентично са догађајем кога се сећате. Али сећање пружа опис прошлог догађаја и због, низа практичних разлога, нема потребе да се прави разлика између описа и оног што он описује.
Празан простор не постоји те је стога немогуће мноштво ствари и њихове мењане. Чулна нас спознаја вара: она нам говори о кретању и мењању. Само нас, дакле, умна спознаја може довести до тога да гледамо на оно чега нема пред очима као на оно што јест. Он је сматрао да су чула варљива и одбацивао је мноштво опажљивих ствари као обичну илузију. Једино истинско биће је „Једно” које је бесконачно и недељиво. То није као код Хераклеитоса јединство супротности, јер супротности не постоје. Очито да је он мислио да, нпр. „хладно” значи само „не вруће”, а „тамно” значи само „не свијетло”.
Парменидово филозофирање носи етичко обиљежје: оно је управљено на моралну обнову, која треба да се оствари правилним мишљењем и утврђивањем правих вредности.

## О нарави
| „ | Парменид је творац онтологије. (Уво Хилшер) | ” |

Његово дело „О нарави” је преостало само у фрагментима и састављено је од два дела и предговора (проемијума). Проемијум је вероватно садржавао тек петину целокупног текста. Значајно је да је дело написано у тада застарелим хексаметрима, јер је већ јонска филозофија узела прозни начин израза као филозофијски прикладнији. То доводи до закључка да начин писања као и садржај проемијума, у којем се описује филозофов пут до богиње, која му говори о лепо заокруженој Истини и смртнику мњења, имају дубљу важност. У делу књиге Пут истине он говори о томе шта је реалност, а у Варљивом путу што је илузија. Говорио је да је кретање немогуће, јер оно захтева премештање у празнину, а празнину је дефинисао као ништавило, што према дефиницији не може постојати. За њега све што је многоструко, што је испрекидано не постоји, то је привид - небиће.